# Фатима аз-Захра
Фатима бинт Мухаммад (араб. فاطمة بنت محمد‎), более известная как Фа́тима аз-Захра́ (араб. فاطمة الزهراء‎ МФА: [fāṭimah azzahrāʾ]о файле;  27 июля 605, Мекка, Аравийский полуостров — 28 августа 632, Медина, Хиджаз, Праведный халифат. Младшая дочь исламского пророка Мухаммада от его первой жены Хадиджи и мать его внуков Хасана и Хусейна от Али ибн Абу Талиба. Единственная из всех детей Мухаммада, которая пережила его.
Фатима почитается мусульманами как образец богобоязненности, терпения и наивысших нравственных качеств

## Имя и прозвища
Имя Фа́тима (араб. فاطمة‎) означает «отнимающая [ребёнка] от груди». У Фатимы было несколько куний: У́мм Аби́ха (мать её отца), У́мм аль-Хаса́найн (мать двух Хасанов [Хасана и Хусейна]), У́мм аль-Хаса́н (мать Хасана), У́мм аль-Хусе́йн (мать Хусейна), У́мм аль-Аи́мма (мать имамов). Также в отношении неё используется множество прозвищ и титулов: Аз-Захра́ (الزهراء‎ — ‛Освещающая’), Сидди́ка (صديقة‎ — Правдивая), Муба́рака, Та́хира (чистая), Заки́йя, Ра́зийя, Марзи́йя, Мухадди́са и другие.

## Отношения с отцом
Фатима и её отец относились друг к другу с большой любовью и теплотой. Фатима была первой, кого Мухаммад приветствовал, вернувшись из похода, и последней, с кем он прощался, выходя в него.

Кроме Фатимы я не видел такого человека, чтобы его вид, серьёзность, манера вставать и садиться были так сильно похожи на Пророка ﷺ. Каждый раз, когда Фатима заходила в помещение, посланник Аллаха шёл к ней навстречу, целовал её и сажал на своё место, когда же Посланник Аллаха ﷺ входил в помещение, Фатима подымалась со своего места, подходила к нему, целовала его и уступала ему своё место— Сахих Тирмизи, т. 2, стр. 319

## Биография
Фатима родилась в Мекке предположительно за 5 лет до начала пророческой миссии Мухаммада. Её рождение выпало на период, когда курайшиты начали ожесточённо притеснять мусульман. Во время родов служанки Хадиджи покинули её и отказали ей в помощи, и рожать ей пришлось самостоятельно.
В соответствии с традицией арабов всех детей Хадиджа отдавала кормилицам из числа кочевых арабов для удаления их от очагов болезней, распространённых среди оседлых арабов, а также для изучения их диалекта арабского языка. Фатиму же Хадиджа с рождения воспитывала сама.
Первые годы жизни Фатимы совпали с экономической блокадой, организованной курайшитами против мусульман, им был перекрыт доступ к продовольствию и занятию торговлей, и мусульмане три года страдали от голода, сосредоточившись в квартале Абу Талиба.
В 10-м году пророчества умирают мать Фатимы и дядя Мухаммада Абу Талиб, после чего притеснения мусульман усиливаются, и Фатима становится свидетелем унижений и насилия, предпринимаемых против её отца и его последователей.
Множество хадисов рассказывают о трудолюбии и усердии дочери Мухаммада:

...Фатима сама размалывала зерно, отчего на её руках появились костные мозоли. Она сама носила домой воду в кожаных бурдюках, которые оставляли следы на её груди. Она сама убиралась по дому, и её одежда становилась пыльной, она так много разжигала огонь в печи, что её одежда становилась чёрной от сажи...— Сахих Абу Дауд, т. 33, раздел «О тасбихах перед сном»
Однако больше всего времени Фатима посвящала поклонению Аллаху, многие ночи она проводила в намазах.
Не принимала активного участия в политической жизни.

## Семейная жизнь
После того, как Фатима достигла возраста замужества, к ней приходили свататься многие знатные и богатые женихи. Среди них были такие сподвижники, как Абу Бакр и Умар. Однако Мухаммад с согласия Фатимы выдал её замуж за своего двоюродного брата Али. Это произошло в 622 или 623 году.
Калым (махр), данный Фатиме, составил 480 (в некоторых источниках 500) динаров, полученных Али от продажи своей кольчуги. Церемония бракосочетания прошла скромно.
Их брак продлился 10 лет и закончился смертью Фатимы. И хотя в исламе было разрешено многожёнство, Али так и не взял второй жены при жизни Фатимы.
В браке с Али у неё родилось пятеро детей:
- Хасан ибн Али — во время халифата своего отца Али ибн Абу Талиба, участвовал в Сиффинской битве. После трагической смерти отца в 661 году Хасан был провозглашён халифом Арабского Халифата, но через несколько месяцев, понимая, что у него нет достаточных сил и средств для противодействия Муавии I, передал последнему власть. После своего отречения он уехал в Медину со своим братом Хусейном[9]. Согласно условиям договора, после смерти Муавии власть в халифате должна была перейти обратно к Хасану, а в случае его преждевременной кончины — к младшему брату Хасана, Хусейну. Тем не менее Муавия перед смертью передал власть своему сыну Язиду I[10].
- Хусейн ибн Али — почти не принимал активного участия в общественно-политической жизни Халифата вплоть до смерти Муавии I (680) После назначения Муавией своего сына Язида халифом, против монархии Омейядов в Медине выступили несколько влиятельных сподвижников Мухаммада, в числе которых был и Хусейн. В это же время, жители эль-Куфы подняли восстание против халифа Язида и пригласили Хусейна к себе. Хусейн откликнулся на эту просьбу и, вместе со своей семьёй и приближёнными, выехал в направлении Куфы для того, чтобы возглавить жителей этого города. Однако, наместник эль-Куфы Убайдуллах ибн Зияд смог подавить это восстание, а все бывшие сторонники Хусейна разбежались. Когда Хусейн подошёл к местечку Кербела, с ним встретились халифские войска, которые разгромили небольшой отряд Хусейна. Хусейн и ещё 72 человека, из которых 23 были его родственниками, погибли в битве[6]. Смерть внука Мухаммада вызвала возмущение народа и привела к новому восстанию в Мекке под руководством Абдуллаха ибн аз-Зубайра. Гибель Хусейна ещё больше сплотила сторонников семьи Мухаммада и повлияла на дальнейшие политические события. Многие политические движения в Арабском халифате против тирании властей проходили под лозунгами отмщения за кровь Хусейна[11].
- Зайнаб бинт Али — родилась за 5 лет до смерти Мухаммада. Отец выдал её замуж за своего племянника Абдуллаха ибн Джафара; от этого брака родились Али, Аббас, Умм Кульсум и Аун аль-Акбар. Во время трагических событий в Кербеле Зайнаб находилась рядом со своим братом Хусейном. После гибели многих родных была пленена и доставлена к наместнику Куфы Убайдуллаху ибн Зияду, не побоялась высказать ему в лицо всю правду о нём. Историк Ибн аль-Асир писал, что когда Убайдуллах приговорил Али — единственного оставшегося сына Хусейна — к смерти, Зайнаб заявила, что не желает оставаться в живых, и потребовала казнить также и её. Убайдуллах решил не убивать Али и распорядился отправить пленников в Дамаск к халифу Язиду, который их освободил. Последние годы жизни провела в Египте[12].

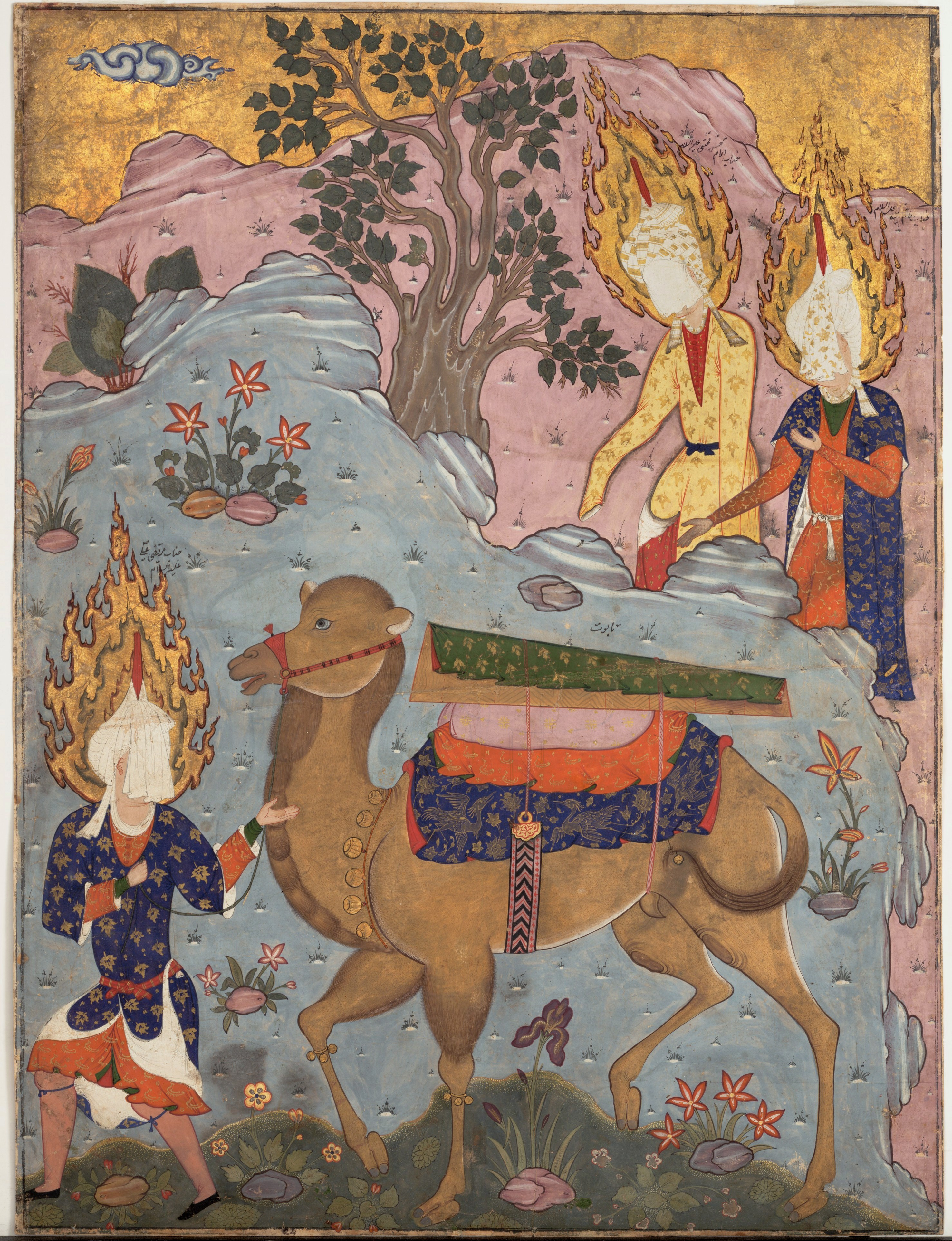
Похороны Фатимы. Миниатюра из Фалнаме (Книги гаданий). Тебриз, 1550-60-е гг. Метрополитен-музей, Нью-Йорк.

- Умм Кульсум бинт Али
- Мухсин ибн Али[6].

## Смерть Фатимы
Фатима умерла через несколько месяцев после своего отца, как он и поведал ей перед смертью, в 11 году хиджры. Она завещала, чтобы её тело омыл Али. Из политических соображений Али тайно похоронил Фатиму, место её могилы до сих пор неизвестно.
Мусульмане-шииты рассматривают гибель Фатимы как акт мученичества и почитают её память 20-дневным трауром в месяце Джумада аль-уля.
Фатима была единственным ребёнком Мухаммада, пережившим его. После смерти отца заявила о своем праве на наследование территории оазисов Фадак и Хайбар, а также доходов с них, но халиф Абу Бакр отказался удовлетворить её иск, сославшись на хадис якобы самого Мухаммада о том, что Божьи пророки не оставляют наследства и все их имущество раздается в качестве пожертвования.

## В шиизме
Фатима очень почитаема мусульманами, особенно шиитами. В период возвышения исмаилитской династии Фатимидов, которая возводила родословную к Фатиме, в некоторых «крайних» группах практиковалось её экзальтированное почитание. В доктрине шиитов-иснаашаритов Фатима занимает особое положение и наряду с Мухаммадом и 12 имамами входит в число «14 непорочных» (масум).